# Afrique (schip, 1907)
De Afrique was een Frans stoomschip dat in 1907 te water werd gelaten en in 1920 zonk met 568 doden tot gevolg.

## Het schip
De Afrique was een schip dat was ontworpen om zowel passagiers als vracht te vervoeren. Het verzorgde de verbinding tussen Frankrijk en zijn Afrikaanse kolonies.

## Schipbreuk
Op 12 januari 1920 kwam het schip tijdens zijn heenreis vanuit Bordeaux naar Senegal in de problemen in een storm ter hoogte van het eiland Ré. Het schip werd stuurloos, kwam in aanvaring met een lichtschip en zonk. Enkele reddingsboten en een vlot werden nog uitgezet maar door het zware weer slaagde men er niet in de passagiers te evacueren. Van 602 opvarenden werden er maar 34 gered. Onder de doden bevonden zich veel militairen, kolonialen en hun gezinnen en ook 17 missionarissen van de Congregatie van de Heilige Geest. Ook de kapitein van de Afrique, Antoine Le Dû, kwam om het leven.